# Mohanpur Mohammadpur
Mohanpur Mohammadpur là một thị trấn thống kê (census town) của quận Hardwar thuộc bang Uttaranchal, Ấn Độ.

## Nhân khẩu
Theo điều tra dân số năm 2001 của Ấn Độ, Mohanpur Mohammadpur có dân số 8700 người. Phái nam chiếm 52% tổng số dân và phái nữ chiếm 48%. Mohanpur Mohammadpur có tỷ lệ 68% biết đọc biết viết, cao hơn tỷ lệ trung bình toàn quốc là 59,5%: tỷ lệ cho phái nam là 75%, và tỷ lệ cho phái nữ là 59%. Tại Mohanpur Mohammadpur, 14% dân số nhỏ hơn 6 tuổi.